# Marcus Pelham, 6. Earl of Yarborough
Marcus Herbert Pelham, 6. Earl of Yarborough (geborener Anderson-Pelham; * 30. Juni 1893; † 2. Dezember 1966) war ein britischer Peer und Politiker.

## Leben
Er war der vierte und jüngste Sohn von Charles Pelham, 4. Earl of Yarborough und dessen Ehefrau Marcia Lane-Fox, 7. Baroness Fauconberg. Sein Vater änderte 1905 mit königlicher Lizenz den Familiennamen von „Anderson-Pelham“ zu „Pelham“.
Nachdem sein älterer Bruder Sackville George Pelham, 5. Earl of Yarborough am 7. Februar 1948 ohne männlichen Nachkommen verstorben war, erbte er dessen Adelstitel als 6. Earl of Yarborough, 6. Baron Worsley und 7. Baron Yarborough. Dadurch wurde er Mitglied des House of Lords und gehörte diesem bis zu seinem Tod 1966 an. 
Am 3. September 1919 heiratete er Pamela Douglas-Pennant, Tochter von Colonel Edward Douglas-Pennant, 3. Baron Penrhyn. Aus dieser Ehe gingen ein Sohn und eine Tochter hervor. Als er 1966 starb, erbte sein Sohn John Edward Pelham seine Adelstitel.